# Meyer Prinstein

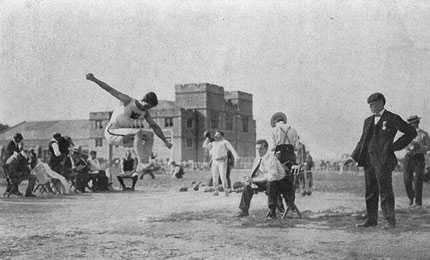
Meyer Prinstein in actie tijdens het verspringen in St. Louis in 1904.

Meyer (ook wel Myer) Prinstein (geboren als Mejer Prinsztejn; Szczuczyn, 22 december 1878 – New York, 10 maart 1925) was een Amerikaanse atleet, die gespecialiseerd was in het verspringen en het hink-stap-springen. Hij verbeterde het wereldrecord verspringen, was meervoudig olympisch kampioen en nam tweemaal deel aan de Olympische Spelen en eenmaal aan de tussenliggende Spelen in 1906, die niet officieel door het IOC zijn erkend. In totaal veroverde hij vier gouden medailles, waarvan één op de tussenliggende Spelen, en één zilveren.

## Biografie

### Jeugd
Prinstein werd geboren in Polen. Zijn ouders, Jacob en Julia Prinstein (geboren als Jankiel Prinsztejn en Judes Rubinsztejn), waren Pools-Russische joden die in 1883 naar New York emigreerden. Al vrij snel hierna verhuisden ze naar Syracuse, waar Meyer opgroeide. Zijn ouders hadden kregen vijf dochters en vier zonen. Zijn vader Jacob was kruidenier en bakker. Meyer was het derde kind van de negen kinderen.
Hij studeerde af in rechten aan het Syracuse University. Daar was hij aanvoerder was van het atletiekteam en ontwikkelde hij zijn atletiektalent.

### Wereldrecords
Prinstein verbeterde al op negentienjarige leeftijd (11 juni 1898) in New York het wereldrecord verspringen naar 7,235 m. Later werd dit record verbeterd door de Ier William Newburn (18 juni 1898) en Alvin Kraenzlein (26 mei 1899). Op 28 april 1900 heroverde Prinstein het wereldrecord met een sprong van 7,50. Hiermee maakte hij zich tot een van de favorieten op de Olympische Spelen. De Ier Peter O'Connor nam op 29 augustus 1900 het record in bezit.

### Olympische Spelen
In 1900 maakte Meyer Prinstein in Parijs zijn olympische debuut op de Olympische Spelen. Als wereldrecordhouder kwam hij als eerste uit de kwalificatieronde met een verste sprong van 7,17. Omwille van zijn geloofsovertuiging en omdat zijn methodistisch ge-oriënteerde universiteit anders met uitsluiting dreigde, had Prinstein een overeenkomst gesloten met Kraenzlein om de finale niet op zondag te betwisten. Kraenzlein "vergat" echter deze overeenkomst, nam wél deel en sprong één centimeter verder dan zijn rivaal, die werd geklasseerd op zijn in de voorronde geleverde prestatie. Prinstein was hierover zo kwaad, dat hij 's avonds in het hotel even van de zondagsrust afzag om zijn landgenoot te lijf te gaan. De knokpartij, die hierdoor binnen het Amerikaanse team ontstond, kon weliswaar snel de kop ingedrukt worden, maar de sfeer tussen de diverse universiteiten werd er bepaald niet beter op. De volgende dag wreekte hij zijn verlies door het goud te veroveren bij het hink-stap-springen en versloeg hiermee olympisch kampioen James Connolly met 14,47 om 13,97.
Op de Olympische Spelen van 1904 in het Amerikaanse Saint Louis won Prinstein op één dag de olympische titel bij zowel het verspringen als het hink-stap-springen. Hij is de enige atleet die ooit beide onderdelen won op eenzelfde Olympische Spelen. Ook werd hij vijfde op de 60 m en de 400 m.
Prinstein won het verspringen opnieuw op de tussenliggende Spelen van 1906 en versloeg hierbij de Ierse wereldrecordhouder Peter O'Connor. De enige scheidsrechter bij deze wedstrijd was Matthew Halpin, die eveneens leider was van het Amerikaanse team. O’Connor protesteerde hiertegen, maar werd overruled. De rest van deze wedstrijd bleef hij tevergeefs protesteren tegen de uitspraak van Halpin. De prestaties werden niet per sprong, maar aan het einde van de wedstrijd bekendgemaakt. Toen werd bekend dat Prinstein de wedstrijd had gewonnen met zijn allereerste sprong.

### Latere carrière
Prinstein nam na 1906 niet meer deel aan de Olympische Spelen. Hij werd in 1982 opgenomen in de internationale Hall of Fame van de Joodse sport (International Jewish Sports Hall of Fame) en in 2000 in de Hall of Fame van de Amerikaanse atletiek (National Track & Field Hall of Fame).
Hij woonde in de New Yorkse wijk Jamaica en werd later zakenman. Op 10 maart 1925 overleed Prinstein aan een hartkwaal in het ziekenhuis Mount Sinai Hospita in New York.

## Titels
- Olympisch kampioen verspringen - 1904
- Kampioen tussenliggende Spelen - 1906
- Olympisch kampioen hink-stap-springen - 1900, 1904
- Amerikaans kampioen verspringen - 1898, 1902, 1904, 1906
- IC4A-kampioen verspringen - 1898, 1900

## Palmares

### verspringen
- 1900:  OS - 7,175 m
- 1904:  OS - 7,34 m
- 1906:  tussenliggende Spelen - 7,20 m

### hink-stap-springen
- 1900:  OS - 14,47 m
- 1904:  OS - 14,35 m

1896: Ellery Clark ·
1900: Alvin Kraenzlein ·
1904: Meyer Prinstein ·
1908: Frank Irons ·
1912: Albert Gutterson ·
1920: William Petersson ·
1924: William DeHart Hubbard ·
1928: Ed Hamm ·
1932: Ed Gordon ·
1936: Jesse Owens ·
1948: Willie Steele ·
1952: Jerome Biffle ·
1956: Greg Bell ·
1960: Ralph Boston ·
1964: Lynn Davies ·
1968: Bob Beamon ·
1972: Randy Williams ·
1976: Arnie Robinson ·
1980: Lutz Dombrowski ·
1984: Carl Lewis ·
1988: Carl Lewis ·
1992: Carl Lewis ·
1996: Carl Lewis ·
2000: Iván Pedroso ·
2004: Dwight Phillips ·
2008: Irving Saladino ·
2012: Greg Rutherford ·
2016: Jeff Henderson ·
2020: Miltiadis Tentoglou ·
2024: Miltiadis Tentoglou
1896: James Connolly ·
1900: Meyer Prinstein ·
1904: Meyer Prinstein ·
1908: Tim Ahearne ·
1912: Gustaf Lindblom ·
1920: Vilho Tuulos ·
1924: Nick Winter ·
1928: Mikio Oda ·
1932: Chuhei Nambu ·
1936: Naoto Tajima ·
1948: Arne Åhman ·
1952: Adhemar da Silva ·
1956: Adhemar da Silva ·
1960: Józef Szmidt ·
1964: Józef Szmidt ·
1968: Viktor Sanjejev ·
1972: Viktor Sanjejev ·
1976: Viktor Sanjejev ·
1980: Jaak Uudmäe ·
1984: Al Joyner ·
1988: Christo Markov ·
1992: Mike Conley ·
1996: Kenny Harrison ·
2000: Jonathan Edwards ·
2004: Christian Olsson ·
2008: Nelson Évora ·
2012: Christian Taylor ·
2016: Christian Taylor ·
2020: Pedro Pablo Pichardo ·
2024: Jordan Díaz